# Натариу Феррейра, Жозе Карлуш
Жосе Карлуш Натариу Феррейра (порт. José Carlos Natário Ferreira, более известный, как Зе Карлуш порт. Zé Carlos; род. 30 октября 2001, Матозиньюш, Порту) — португальский футболист, защитник клуба «Витория Гимарайнш».

## Клубная карьера
Карлущ — воспитанник клубов «Сеньора да Ора», «Торрау», «Салгейруш», «Риу Аве», «Фамаликан» и «Варзин». 28 августа 2021 года в матче против «Насьонал Фуншал» он дебютировал в Сегунда лиге в составе последних. 15 мая 2022 года в поединке против «Мафры» Зе забил свой первый гол за «Варзин». Летом того же года Карлуш на правах аренды перешёл в «Виторию Гимарайнш». 3 сентября в матче против «Браги» он дебютировал в Сангриш лиге. По окончании сезона клуб выкупил трансфер игрока. Сумма трансфера составила 400 тыс. евро. 

## Международная карьера
В 2023 году в составе молодёжной сборной Португалии Карлуш принял участие в молодёжном чемпионате Европы в Румынии и Грузии. На турнире он сыграл в матчах против команд Грузии, Нидерландов, Бельгии и Англии.